# Alsancak Stadı
Das Alsancak Stadı war ein Fußballstadion, das sich in der türkischen Großstadtkommune Izmir im gleichnamigen Stadtviertel Alsancak befand. Ursprünglich war es das Heimstadion von Altay Izmir, im Laufe der Jahre spielten jedoch mehrere namhafte Klubs aus Izmir wie zum Beispiel Altınordu Izmir, Göztepe Izmir, Izmirspor und Karşıyaka SK in dem Stadion.

## Geschichte
Der Platz, auf dem das Stadion stand, wurde bereits 1910 zum Austragen von Spielen genutzt, damals noch von einer griechischen Mannschaft, die sich Panionios nannte. Nach dem türkischen Befreiungskrieg musste Panionios seinen Platz räumen, 1929 wurden die ersten Tribünen (eine überdachte und eine unbedachte Tribüne) errichtet und das Stadion in den heutigen Namen umbenannt. Seine letzte Form erhielt das Stadion im Jahr 1971 nach einem Entwurf vom Architekten Harbi Hotan.

### Kapazität
Das Stadion beherbergte ausschließlich Sitzplätze, die meisten Fans nutzten es jedoch zum Stehen. Eine Nord- und Südtribüne gab es nicht, einen V.I.P.-Bereich gab es ebenso nicht. Die Spielfläche bestand aus Naturrasen.

### Abriss
Das mittlerweile baufällige Stadion wurde im Jahr 2013 renoviert, am 6. August 2014 wurde es gegen Erdbeben getestet, dabei wurde festgestellt, dass in einem Falle eines Erdbebens das Stadion dem Erdbeben möglicherweise nicht standhalten könnte und somit eine Gefahr für die Menschen darstellen würde. Nach dieser Prognose wurde das Stadion am 20. August 2014 geschlossen. Ende August 2015 wurde das Stadion letztendlich abgerissen.